# ژاک فی
ژاک فی (انگلیسی: Jacques Fey؛ زادهٔ ۲۰ ژوئن ۱۹۸۹) بازیکن فوتبال اهل فرانسه است.
از باشگاه‌هایی که در آن بازی کرده‌است می‌توان به باشگاه فوتبال باستیا اشاره کرد.